# Ferula rutbaensis
Ferula rutbaensis là một loài thực vật có hoa trong họ Hoa tán. Loài này được C.C.Towns. mô tả khoa học đầu tiên năm 1966.